# Wilmington (Ohio)
Wilmington é uma cidade localizada no estado norte-americano de Ohio, no Condado de Clinton.

## Demografia
Segundo o censo norte-americano de 2000, a sua população era de 11.921 habitantes.
Em 2006, foi estimada uma população de 12.694, um aumento de 773 (6.5%).

## Geografia
De acordo com o United States Census Bureau tem uma área de
19,3 km², dos quais 19,3 km² cobertos por terra e 0,0 km² cobertos por água. Wilmington localiza-se a aproximadamente 310 m acima do nível do mar.

## Localidades na vizinhança
O diagrama seguinte representa as localidades num raio de 20 km ao redor de Wilmington.